# آلینا سایلی
آلینا سایلی (انگلیسی: Alena Saili؛ زادهٔ ۱۳ دسامبر ۱۹۹۸) بازیکن راگبی ۷ نفره زن اهل نیوزیلند است.
وی در مسابقات کشوری و بین‌المللی در مجموع برندهٔ ۲ مدال طلا شده‌است.